# Tehénhal
A tehénhal (Lactoria cornuta) a sugarasúszójú halak (Actinopterygii) osztálynak a gömbhalalakúak (Tetraodontiformes) rendjébe, ezen belül a bőröndhalfélék (Ostraciidae) családjába tartozó faj.

## Előfordulása
A tehénhal elterjedési területe a Csendes-óceán, az Indiai-óceán és a Vörös-tenger. Kelet-Afrikától Dél-Japánig és a Lord Howe-szigetcsoportig fordul elő.

## Megjelenése
Ez a halfaj általában 40 centiméter hosszú, de akár 46 centiméteresre is megnőhet. Sokféle színű lehet; alapszíne zöld vagy olajzöld, narancsszínű vagy kék pettyekkel.

## Életmódja
A tehénhal egyaránt megél a sós- és brakkvízben is, azonban a tengeri korallzátonyokat kedveli. A folyótorkolatokban és a kikötőben is megtalálható. Nem vándorol. 18-100 méteres mélységben tartózkodik. A felnőtt hal magányos, az ivadék kis csoportokban úszik. Tápláléka a fenéken vagy a homokban lakó gerinctelenek; ezeket kifújja búvóhelyükről.

## Felhasználása
Ipari mértékű halászata nincs. Az akváriumoknak fognak be belőlük. Szárítva, dísztárgyakat lehet készíteni e halakból.
Néha Ciguatera mérgezést okozhat.